# Radical 116

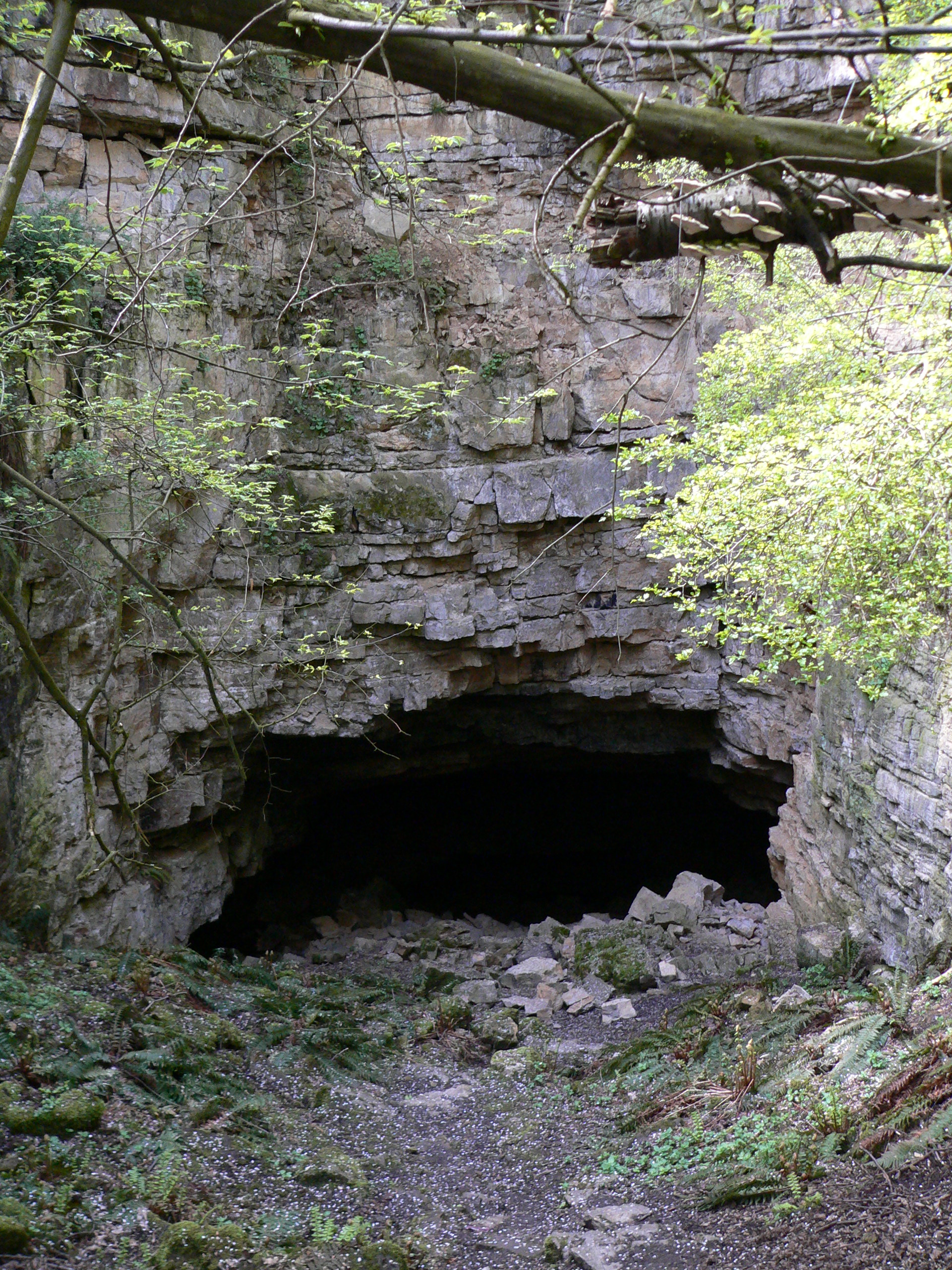
Radical 116

Le radical 116, qui signifie la grotte, est un des 23 des 214 radicaux chinois répertoriés dans le dictionnaire de Kangxi composés de cinq traits.
Le caractère Unicode de 穴 est 7A74.

## Caractères avec le radical 116
| nombre de traits          | caractères                       |
| ------------------------- | -------------------------------- |
| Sans trait supplémentaire | 穴                               |
| 1 traits supplémentaires  | 穵                               |
| 2 traits supplémentaires  | 究 穷                            |
| 3 traits supplémentaires  | 穸 穹 空 穻 突                   |
| 4 traits supplémentaires  | 穼 穽 穾 穿 窀 窂 窃             |
| 5 traits supplémentaires  | 窄 窅 窆 窇 窈 窉 窊 窋 窌 窍 窎 |
| 6 traits supplémentaires  | 窏 窐 窑 窒 窓 窔 窕             |
| 7 traits supplémentaires  | 窖 窗 窘 窙 窚 窛 窜 窝          |
| 8 traits supplémentaires  | 窞 窟 窠 窡 窢 窣 窤 窥 窦 窧    |
| 9 traits supplémentaires  | 窨 窩 窪 窫 窬 窭                |
| 10 traits supplémentaires | 窮 窯 窰 窱 窲 窳 窴 竃          |
| 11 traits supplémentaires | 窵 窶 窷 窸 窹 窺 窻 窼 窽       |
| 12 traits supplémentaires | 窾 窿 竀 竁 竂 邃                |
| 13 traits supplémentaires | 竄 竅                            |
| 14 traits supplémentaires | 竆                               |
| 15 traits supplémentaires | 竇                               |
| 16 traits supplémentaires | 竈 竉                            |
| 17 traits supplémentaires | 竊                               |